# Brigida-Kapelle (Broich)

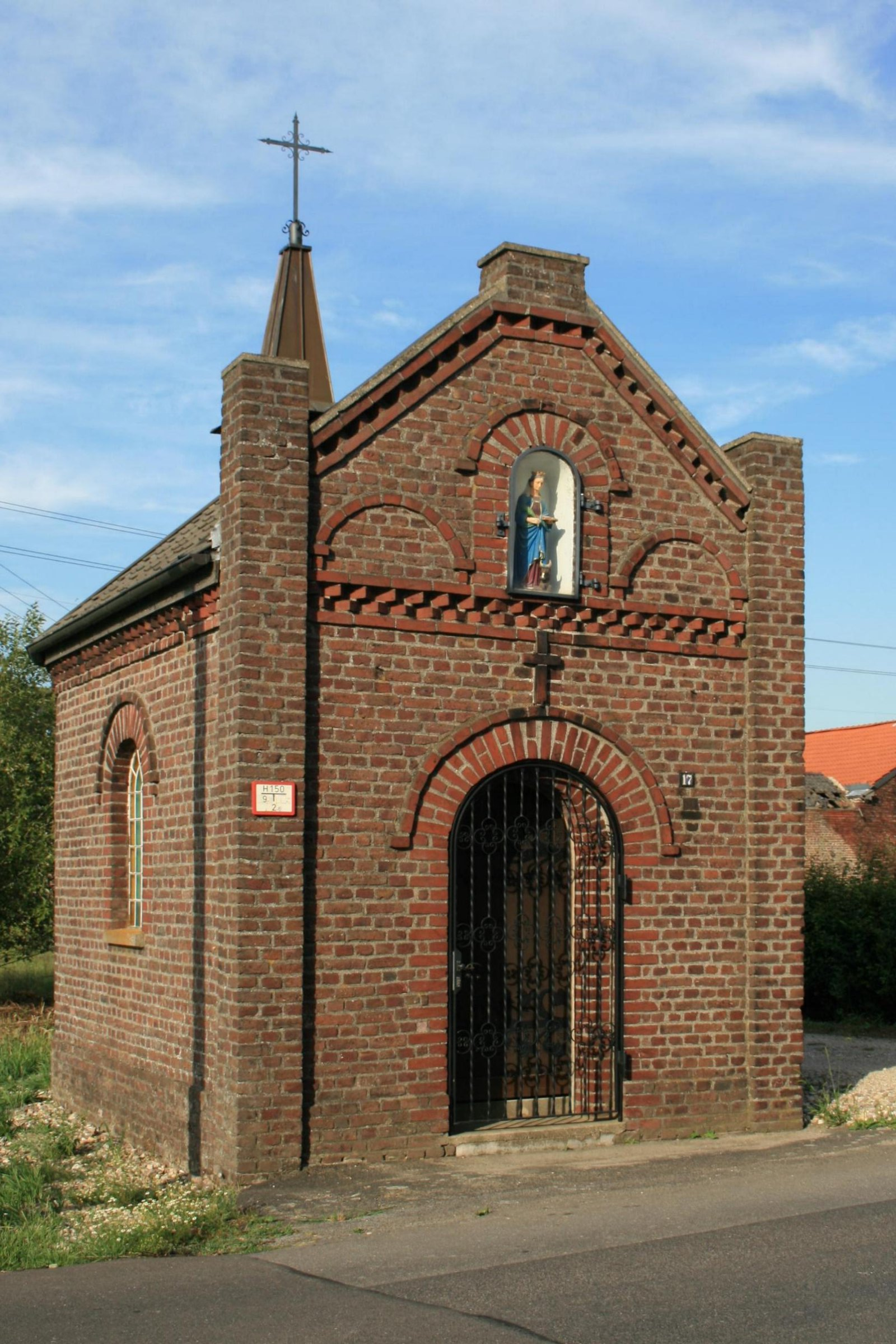
Kapelle (2010)

Die Brigidakapelle steht im Stadtteil Broich in Mönchengladbach (Nordrhein-Westfalen), Peel 17.
Das Gebäude wurde im 19. Jahrhundert erbaut. Es wurde unter Nr. P 004 am 2. Juni 1987 in die Denkmalliste der Stadt Mönchengladbach eingetragen. Aufgrund des Alters und auch als Honnschaftskapelle schützenswert.

## Lage
Die Kapelle zur heiligen Brigida steht in ländlicher Umgebung mit der Fassade zur Straße in Peel 17.

## Architektur
Die Kapelle gehört zum Pfarrbezirk St. Rochus. Der schmuckvolle Backsteinbau stammt aus der Mitte des 19. Jahrhunderts. Die Fassade ist seitlich von zwei Türmchen begrenzt. Das mit Ziegeln und Schiefer bedeckte Dach trägt einen verzinkten Reiter mit Kreuz.